# Velile Tshabalala
Velile Tshabalala (ur. 1984 w Londynie) – angielska aktorka filmowa i telewizyjna, pochodzenia zimbabweńskiego.
Aktorka w 2008 roku zagrała rolę towarzyszki Dziesiątego Doktora, Rosity Farsi w specjalnym odcinku brytyjskiego serialu science-fiction Doktor Who pt.: Drugi Doktor.
Znana jest również z roli Kareesha Lopez w serialu Kerching!.